# Gerrit Uittenbosch
Gerrit Uittenbosch (Utrecht, 23 februari 1936 – Veendam, 22 oktober 2006), bijgenaamd Pipo, was een Nederlands voetballer.

## Loopbaan
Gerrit Uittenbosch begon zijn carrière op zestienjarige leeftijd bij Velox. Daarna speelde hij bij Elinkwijk en GVAV. In 1961 kwam hij bij Veendam voetballen, waar Frans de Munck toen doelman was.
Omdat hij bij Veendam vaak vreemde capriolen op het veld maakte, zeiden ze in Veendam: "'t is net een clown". In die tijd was de televisieserie Pipo de Clown erg populair, dus zette hij vanaf die tijd "Pipo" op papier, wanneer kinderen een handtekening vroegen. Sindsdien had hij de bijnaam Pipo.
Na zijn voetbalcarrière hadden hij en zijn vrouw onder meer een stomerij in Veendam en een café in Bareveld. Hij was ook voetbalscout van de KNVB en werkzaam als trainer bij de amateurclubs Meeden, Poolster, Hoogezand, Borgercompagnie, De Pelikanen en Bareveld.